# Tibitibrug (plaats)
Tibitibrug is een dorp in Suriname op de grens van Para en Boven-Coppename (Sipaliwini). De plaats is genoemd naar de rivier Tibiti.
Er wonen een kleine honderd inwoners in het dorp die leven van houtkap en visserij. Ze zijn deels van marron-afkomst (Aukaners) en deels inheems (Karaïben). De kapitein (dorpshoofd) is Humbert Scholsberg (stand 2022), en er woonden 26 inheemsen.